# قصف مقر جمعية الهلال الأحمر الفلسطيني (2 يناير 2024)
قصف مقر جمعية الهلال الأحمر الفلسطيني أو مجزرة جمعية الهلال الأحمر الفلسطيني : هو قصف لمقر جمعية الهلال الأحمر الفلسطيني يوم الثلاثاء الموافق 2 يناير/كانون الثاني 2024، وذلك في ظل الاجتياح البري لقطاع غزة وحصار قطاع غزة الشامل، حيثُ قصفت الطائرات الإسرائيلية الطابق الثامن لمقر جمعية الهلال الأحمر الفلسطيني الرسمي في خان يونس والذي يشرف على إدارة أعمال الجمعية في قطاع غزة. وأسفر القصف عن استشهاد 4 نازحين بالإضافة إلى طفل رضيع وإصابة العشرات. ويُذكر بأن سلاح المدفعية الإسرائيلية عمل على قصف مدخل مستشفى الأمل بتاريخ 27 ديسمبر 2023 والذي يتبع لجمعية الهلال الأحمر الفلسطيني، ويقع في مدينة خان يونس جنوبي قطاع غزة.

## خلفية الحدث والقصف
منذ بداية الحرب الفلسطينية الإسرائيلية 2023، تستهدف الطائرات والدبابات الإسرائيلية بشكل متكرر المنشآت الطبية كما المدنية ، مما يشكل انتهاكًا صريحًا للحياد الطبي. وقد تم استهداف عدة مستشفيات وسيارات إسعاف في القطاع، بما في ذلك مستشفى الأمل التابع لجمعية الهلال الأحمر الفلسطيني، وفي 2 يناير 2024، قالت جمعية الهلال الأحمر الفلسطيني بأن القوات الإسرائيلية استهدفت الطابق الثامن من مقرها في خان يونس، مما أدى إلى استشهاد أربعة نازحين على الأقل، ومن بينهم طفل رضيع.

## ردود الفعل
- منظمة الصحة العالمية: ندّد المدير العام لمنظمة الصحة العالمية تيدروس أدهانوم غيبرييسوس الثلاثاء بالقصف الذي استهدف مقرا ومستشفى تابعين للهلال الأحمر الفلسطيني في قطاع غزة، واصفا هذا القصف بأنه "غير مقبول". وقال تيدروس في منشور على منصة إكس: "أشجب الضربات التي استهدفت اليوم مستشفى الأمل الذي تديره جمعية الهلال الأحمر الفلسطيني". وأكّد المدير العام أن "عمليات القصف التي حصلت اليوم غير مقبولة. النظام الصحي في غزة منهار أساسا والعاملون في مجال الصحة والمساعدات يواجهون باستمرار، بسبب الأعمال القتالية، معوّقات في جهودهم الرامية لإنقاذ الأرواح".[4]
- مكتب الأمم المتحدة لتنسيق الشؤون الإنسانية: استنكرت رئيس فريق مكتب الأمم المتحدة لتنسيق الشؤون الإنسانية (أوتشا) جيما كونيل، بشدة القصف الإسرائيلي الذي استهدف مقرا ومستشفى تابعين لجمعية الهلال الأحمر الفلسطيني في قطاع غزة.[5]